# Calycosiphonia spathicalyx
Calycosiphonia spathicalyx är en måreväxtart som först beskrevs av Karl Moritz Schumann, och fick sitt nu gällande namn av Elmar Robbrecht. Calycosiphonia spathicalyx ingår i släktet Calycosiphonia och familjen måreväxter. Inga underarter finns listade i Catalogue of Life.